# Lasecznica trzcinowata

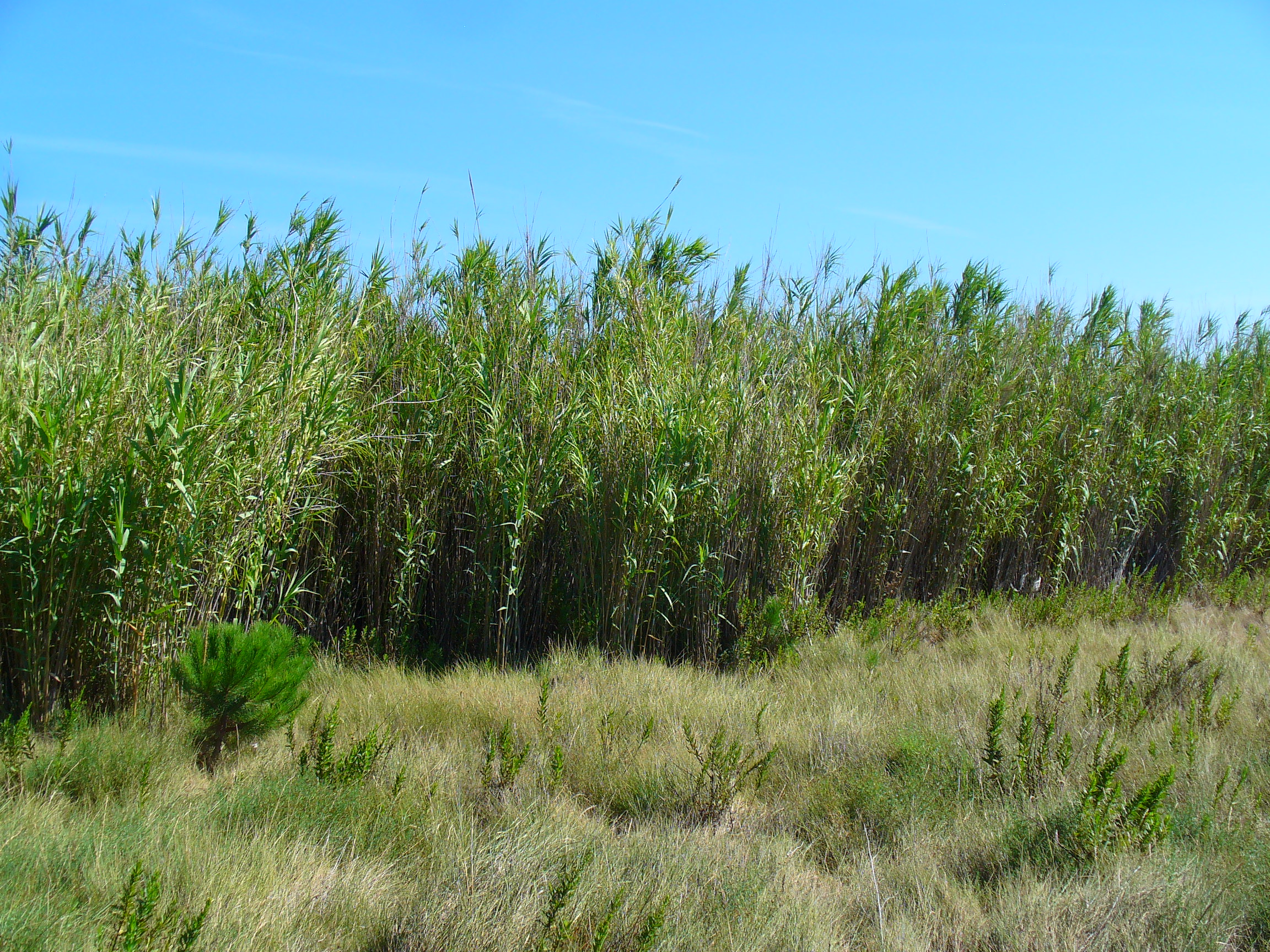
Łany lasecznicy trzcinowatej na Krecie

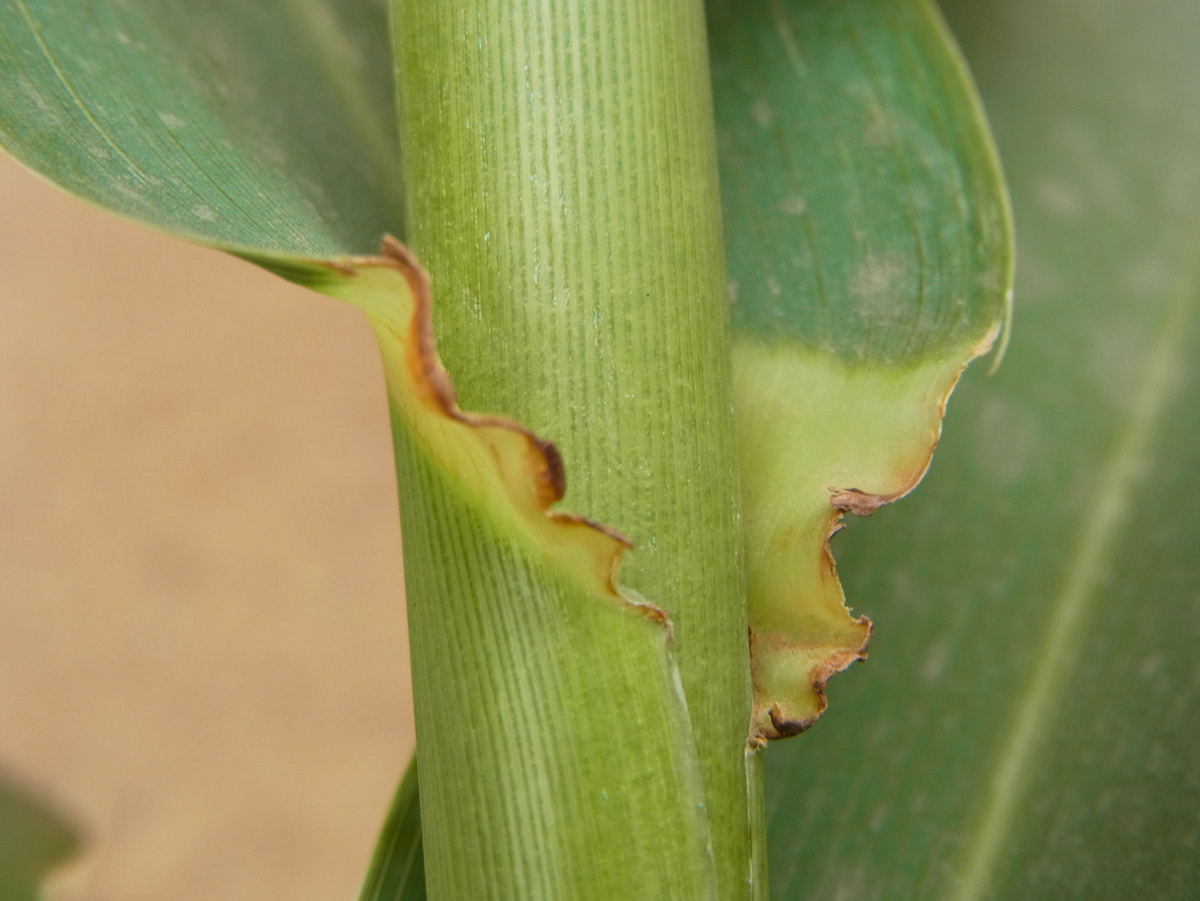
Liść pochwiasto obejmujący łodygę

Lasecznica trzcinowata, arundo trzcinowate (Arundo donax L.) – gatunek rośliny z rodziny wiechlinowatych (Poaceae).

## Rozmieszczenie geograficzne
Gatunek pochodzi z części Azji o klimacie umiarkowanym i tropikalnym, ale rozprzestrzenił się szeroko i obecnie występuje także w Afryce Północnej, Australii i Nowej Zelandii, Europie, Ameryce Północnej i Południowej, na Hawajach. W Europie występuje w południowej części kontynentu (Szwajcarii, Albanii, Chorwacji, Grecji, Rumunii, we Włoszech, Francji, w Portugalii, Hiszpanii i na Krymie), poza tym na wyspach Makaronezji.
Uznany został za jeden ze 100 najbardziej inwazyjnych gatunków na świecie.

## Morfologia
ŁodygaJest to puste w środku źdźbło osiągające zazwyczaj 4 m wysokości, czasem nawet do 6 m. U podstawy osiąga średnicę zwykle 2 cm, czasem do 7,5 cm. Podziemne kłącze jest twarde, guzowate i włókniste. Masa kłączy tworzy warstwę o grubości do 1 m.
LiścieTypowe dla traw; pochwiasto obejmujące łodygę i wyrastające naprzemiennie w dwóch równoległych rzędach. Mają szerokość 2–3 (6) cm i długość (20) 50–60 (100) cm. Są szarozielone, u nasady mają krótki (do 2 mm) i całobrzegi języczek liściowy. Są bardzo szorstkie i mogą przeciąć skórę dłoni.
KwiatyFioletowe, zebrane w pierzaste, w czasie kwitnienia wzniesione i ścieśnione wiechy o długości 30–60 (70) cm. Po przekwitnięciu wiechy stają się srebrnoszare, zwisające i rozpierzchłe. Poszczególne kłoski osiągają 10–12 mm długości i są bocznie spłaszczone. Plewy są lancetowate. Plewki mają wierzchołek trójdzielny, przy czym na środkowym ząbku osadzona jest ość. U ich nasady znajdują się długie białawe włoski, służące owocom (ziarniakom) do rozprzestrzeniania się.

## Biologia i ekologia
Zakwita pod koniec lata – od września do grudnia. Większość kwiatów jest bezpłodna, nasiona zawiązują się rzadko. Rozmnaża się głównie wegetatywnie przez kłącza. Kiełkować i rozwinąć się w samodzielną roślinę może już kawałek kłącza o długości poniżej 5 cm, jeśli tylko występuje na nim kolanko. Ukorzeniać się mogą także pędy powalone, np. przez powódź. 
Hydrofit. Najlepiej rozwija się, gdy warstwa wody jest równa z powierzchnią podłoża, lub jeśli woda znajduje się niewiele poniżej niego. Rośnie w rowach i na ich brzegach, na brzegach strumieni i rzek, najlepiej w warunkach dużej wilgotności i dobrego oświetlenia. Może rosnąć zarówno na ciężkich glinach, jak i na luźnych piaskach, toleruje także duże nawet zasolenie gleby oraz okresowe zatapianie. 
W wielu miejscach świata jest gatunkiem inwazyjnym. Rośnie tak bujnie (ok. 2–5 razy szybciej od innych roślin), że wypiera rodzime gatunki roślin. Stanowi zagrożenie pożarowe, gdyż wyschnięte pędy palą się intensywnie, a zapalają 3–4 razy łatwiej, niż suche pędy rodzimej roślinności. Grube masy kłączowe tworzą mosty i tamy zatykające rowy melioracyjne i strumyki, zmieniając w ten sposób warunki w ekosystemie. 

## Zastosowanie
- Z mocnych i elastycznych pędów wykonuje się stroiki do niektórych dętych instrumentów muzycznych, np. oboju, fagotu. Instrumenty muzyczne wykonywane z tej rośliny znajdowano w grobach egipskich i ruinach miast sumeryjskich[9].
- Z pędów robi się wiatrochrony, podpory na plantacjach winorośli, maty[9].
- Młode pędy są używane jako pasza dla zwierząt[9].
- Za czasów biblijnych z kawałka pędu obciętego pod kolankiem wykonywano trzosy[9].
- Jest uprawiana jako roślina ozdobna. Jej walorami ozdobnymi są: pokrój, purpurowe łodygi i ogromne pierzaste wiechy o fioletowych kwiatach[8].
- Obsadza się nią brzegi rzek, w celu ich umocnienia i ograniczenia erozji[8].
- W medycynie ludowej kłączy używa się do leczenia obrzęków i kłykcin, a gotowane w winie z miodem, korzenie lub kłącza do leczenia raka[8].

## Obecność w kulturze
Według badaczy roślin biblijnych występujące w wielu miejscach Biblii słowo trzcina odnosi się do lasecznicy trzcinowatej, która zarówno w czasach biblijnych, jak i obecnie występuje nad brzegami strumieni, rzek i Morza Martwego, a nawet na Pustyni Judzkiej i pustyni Negew. Gdy Jezus Chrystus mówi do tłumów (Mt 11,7) „Coście wyszli oglądać w pustyni? Trzcinę kołyszącą się na wietrze?", porównuje do trzciny (lasecznicy trzcinowatej) chwiejnego i pozbawionego zasad moralnych Heroda. W owych czasach bowiem trzcina była przyjętym przez Heroda symbolem wybijanym na pieczęciach oraz na monetach. Z trzciny wykonano opisany w Księdze Ezechiela (Ez 40,5) pręt mierniczy o długości 2,67 m, który miał: "aż sześć łokci, liczony po jednym łokciu i po jednej piędzi". Trzcina w Biblii była także symbolem niedoli Izraelitów w Egipcie. Ezechiel pisze (Ez 29,6–7): „Gdy się chwytali ciebie ręką, ty się łamałaś i rozrywałaś im całą rękę ...”.